# G-A-Y

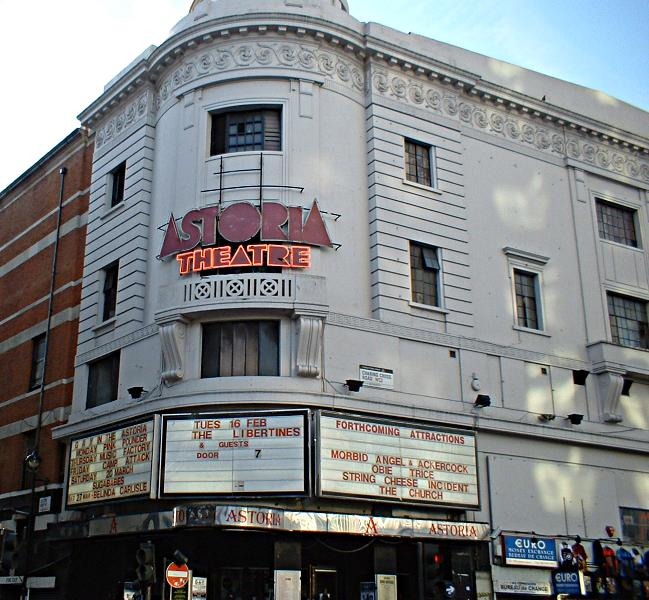
London Astoria, marzec 2004

G-A-Y – klub gejowski znajdujący się w Londynie. Swoją działalność rozpoczął w 1976 roku. Przez blisko piętnaście lat był częścią London Astoria, obecnie znajduje się w dzielnicy Charing Cross w Londynie Centralnym. Właścicielem klubu jest MAMA Group. Klub przyciąga 6 000 osób tygodniowo i jest największym lokalem gejowskim w Londynie.
Klub znany jest jako miejsce występów muzycznych uznanych gwiazd, także ikon środowiska LGBT. W klubie G-A-Y gośćmi muzycznymi byli tacy artyści jak: Alcazar, All Saints, Aly & AJ, Amerie, Amy Winehouse, Anastacia, Ash, Atomic Kitten, B*Witched, Bananarama, Belinda Carlisle, Boyzone, Britney Spears, Bucks Fizz, Busted, Chesney Hawkes, Christina Aguilera, Christina Milian, Cyndi Lauper, Dana International, Daniel Bedingfield, Dannii Minogue, Dina Carroll, Donna Summer, Emma Bunton, Erasure, Enrique Iglesias, Estelle, The Feeling, Five, Gabrielle, Geri Halliwell, Gina G, Girls Aloud, Gloria Gaynor, Hear’Say, Hilary Duff, Honeyz, The Human League, Jamelia, Jason Donovan, JC Chasez, Nicholas Marios, JoJo, Kelis, Kelly Rowland, Kylie Minogue, Lady Gaga, LeAnn Rimes, Liberty X, Lily Allen, Louise Redknapp, Madonna, Mariah Carey, Melanie Brown, McFly, Natasha Bedingfield, One Direction, Pink, Pussycat Dolls, Republica, Rihanna, Robyn, S Club 7, Scissor Sisters, Sheena Easton, Sister Sledge, Sonia Evans, Sophie Ellis-Bextor, Spice Girls, Steps, Sugababes, t.A.T.u., Victoria Beckham, Westlife, Will Young i The Saturdays.